# انسداد اجتماعی
انسداد اجتماعی، در اصطلاح دانش جامعه‌شناسی به معنی مسدود بودن راه ارتقا و تحرک صعودی است. علت انسداد اجتماعی توزیع مزیت‌های اجتماعی چون قدرت، ثروت و احترام بر اساس ویژگی‌های انتسابی است.درواقع قشربندی براساس نژاد، جنسیت، سن، مذهب و ... موجب تبعیض و انسداد اجتماعی میشود.در جامعه‌ای که سابقه انسداد دارد؛ وراثت راه ارتقا به مناصب سیاسی و اجتماعی است.جوامع برده‌داری در روم قدیم و آمریکای قرن هجدهم؛ با انسداد روبه رو بودند. در هند نیز نظام کاست باعث ایستایی تحرک اجتماعی شده بود.در جوامع طبقاتی، مانند ایران دوره ساسانیان نیز تحرک صعودی به سختی ممکن بود.در این گونه جوامع تحرک اجتماعی مسدود و نظام قشربندی بسته محسوب می‌شد.این در حالی است که در جوامع صنعتی و پیشرفته معیارهای اکتسابی مورد توجه قرار می‌گیرند و افراد بر اساس فعالیت، استعداد و کار ارتقا می‌یابند.البته در جوامع صنعتی نیز سابقه انسداد، جدایی‌گزینی مکانی یا ویژگی‌های روانی و ذهنی می‌توانند انسداد اجتماعی ایجاد کنند.

## منبع
- فرامرز رفیع پور (۱۳۷۷)، آناتومی جامعه یا سنة الله: مقدمه‌ای بر جامعه‌شناسی کاربردی، تهران: انتشارات کاوه
- آنتونی گیدنز (۱۳۷۶)، جامعه‌شناسی، ترجمهٔ منوچهر صبوری، تهران: نشر نی، ص. ۲۳۸